# Argyrosticta aurifundens
Argyrosticta aurifundens är en fjärilsart som beskrevs av Walker 1858. Argyrosticta aurifundens ingår i släktet Argyrosticta och familjen nattflyn. Inga underarter finns listade i Catalogue of Life.